# Саваренская, Ольга Сергеевна
Ольга Сергеевна Саваренская (15 января 1948, Ленинград — 4 января 2000, Санкт-Петербург) — советский сценограф

, живописец, график.
Была женой актёра, поэта и сценариста Вадима Жукa (1947—2025).

## Биография

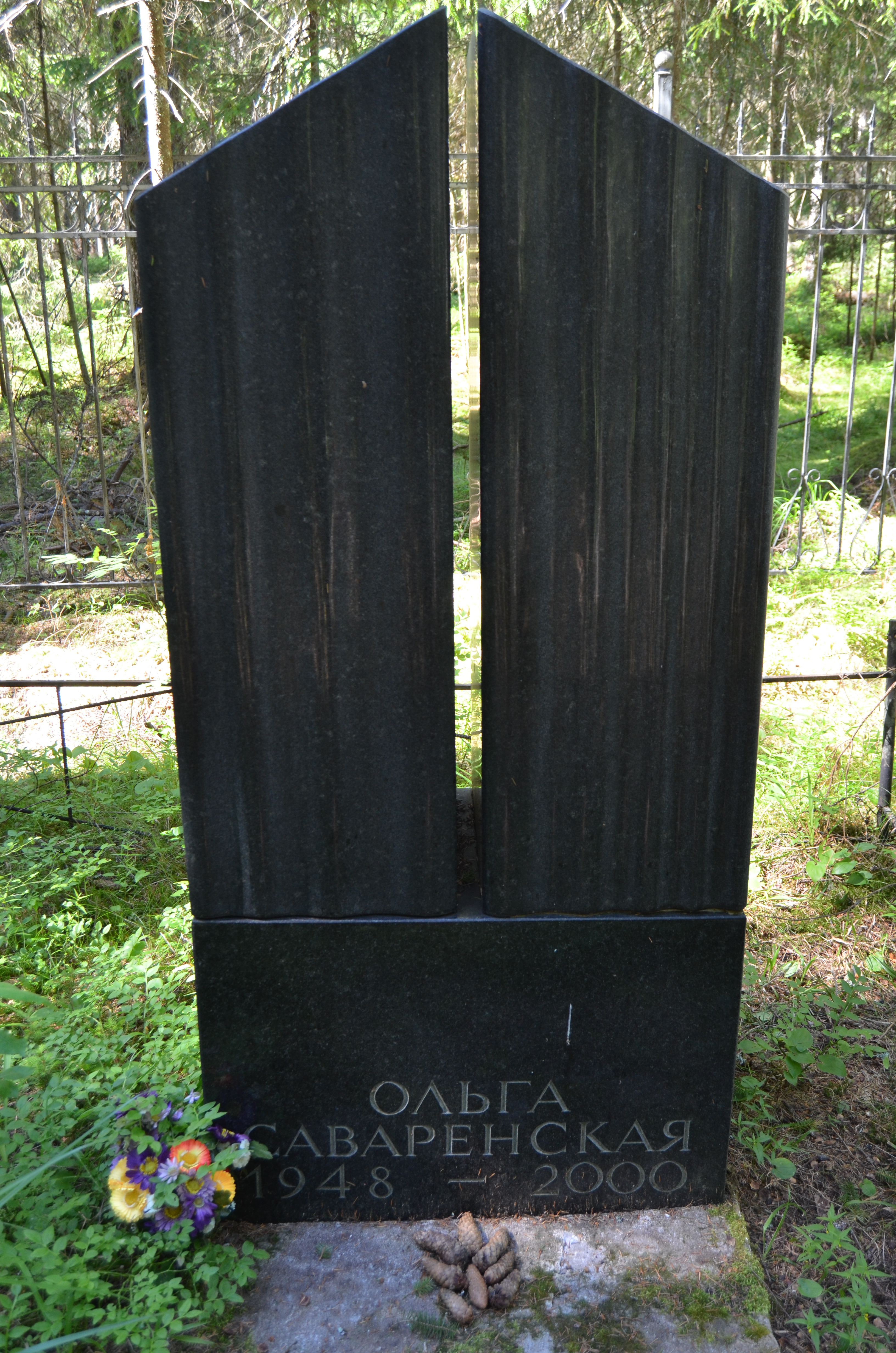
Могила Ольги Саваренской на Комаровском кладбище.

Родилась 15 января 1948 в Ленинграде. Мать — Ольга Алексеевна Саваренская, врач скорой помощи, отец Сергей Сергеевич Саваренский, капитан 1 ранга, преподаватель кафедры ядерных реакторов Военно-морской академии в Ленинграде.
В 1971 окончила постановочный факультет ЛГИТМИКа (курс Д. В. Афанасьева).
Работала со многими известными театральными режиссёрами: Г. Яновской, В. Фильштинским, Г. Козловым, Л. Стукаловым, П. Фоменко.
Автор декораций и костюмов к 72 драматическим спектаклям в Петербурге, Москве, Петрозаводске, Архангельске, Красноярске, Омске, Новосибирске и других городах России.
С 1972 года постоянно участвовала в выставках. Несколько персональных выставок в Петербурге, Москве, Германии.
Работы находятся в музеях Петербурга, Москвы, а также в частных собраниях России, Франции, Германии.
Могила находится на территории Комаровского некрополя.

## Спектакли
- «Любовь господина Перлимплина» — Красноярский театр юного зрителя
- «Мизантроп» (1975) — Ленинградский театр комедии
- «Плоды просвещения» (1985) — Московский академический театр им. Вл. Маяковского
- «Дело» (1988) — Государственный академический театр им. Е. Вахтангова

### Личная жизнь
Муж — Вадим Жук (1947—2025), актёр, сценарист, поэт, теле- и радиоведущий.
Сын Иван Жук (род. 1978) — музыкант, гитарист. Внуки Евгений и Прохор, внучка Ольга.